# دوبریوویتسه
دوبریوویتسه (به چکی: Dobřejovice) یک منطقهٔ مسکونی در جمهوری چک است که در ناحیه پراگ-شرق واقع شده‌است. دوبریوویتسه ۳٫۸۳ کیلومتر مربع مساحت و ۹۰۸ نفر جمعیت دارد و ۳۲۸ متر بالاتر از سطح دریا واقع شده‌است.